# اس.ئی.اس.
اس. ئی.اس. (کره‌ای: 에스이에스؛ انگلیسی: S.E.S.، سرواژهٔ Sea, Eugene, Shoo) گروه دخترانه اهل کره جنوبی بود که در سال ۱۹۹۷ توسط اس‌ام انترتینمنت با سه عضو بادا، یوجین و شو تشکیل شد. نخستین آلبوم گروه به نام I'm Your Girl تعداد ۶۵۰٬۰۰۰ کپی فروخت و به سومین آلبوم پرفروش از یک گروه دخترانه در کره جنوبی تبدیل شد. آلبوم‌های بعدی گروه، بادا اند یوجین اند شو در سال ۱۹۹۸، عشق در سال ۱۹۹۹ و نامه‌ای از گرینلند در سال ۲۰۰۰ منتشر شدند و به فروش بالایی دست یافتند.
اس.ئی.اس. در دسامبر ۲۰۰۲ پس از مذاکرات ناموفق بادا و یوجین با کمپانی به صورت رسمی منحل شد و شو در یک قرارداد کارش را با کمپانی اس‌ام تا سال ۲۰۰۶ تمدید کرد.
در اکتبر ۲۰۱۶، اعضای گروه بازگشت مجدد خود به عنوان یک گروه برای بزرگداشت بیستمین سالگرد آغاز به کار اس.ئی.اس. را تأیید کردند. اس‌ام انترتینمنت بعداً تأیید کرد که گروه با یک آلبوم و کنسرت برمی‌گردد.